# Walter Emil Müller
Walter Emil Müller (geb. 12. November 1896 in Zürich; gest. 30. August 1983 ebenda) war ein Schweizer Maler, der vorwiegend Landschaften, Stillleben und Interieurs darstellte.
Müller, der eine kaufmännische Lehre absolvierte, begann ohne jede künstlerische Ausbildung zu malen. Ab 1916 war Müller zwei Jahre in Genf, wo er über den etwa gleichaltrigen Kunststudenten Johann Robert Schürch, der Ateliergehilfe Ferdinand Hodlers war, dessen Malerei kennenlernte. Nach einem weiteren Aufenthalt in Madrid 1920/21 kehrte Müller nach Zürich zurück, wo er die private Kunstschule von Willy Hummel besuchte. Von 1923 bis 1945 war er jährlich für Studien in Paris.
Nachdem die ersten Landschaften Müllers noch stark von Hodler beeinflusst waren, schuf er in den 1920er Jahren Bilder des Spätimpressionismus im Stile eines Utrillo oder Cézanne. In den 1930er Jahren wendete er sich, beeinflusst von Picasso und Braque, Elementen des Kubismus zu, die das Bildgerüst weiter betonten, verbunden mit einer Hinwendung zu Industrielandschaften und Vorstadtansichten, die eine Trost- und Illusionslosigkeit zeigten, die zunehmend in Richtung einer Reduktion auf wesentliche Bildelemente wiesen, die «nur noch die Formen und Farbflächen liefern», «Geleise, Kamine und Masten verbinden sich zu einem Netz von Linien, in die hingeworfene Farbflächen eingespannt sind».

## Galerie

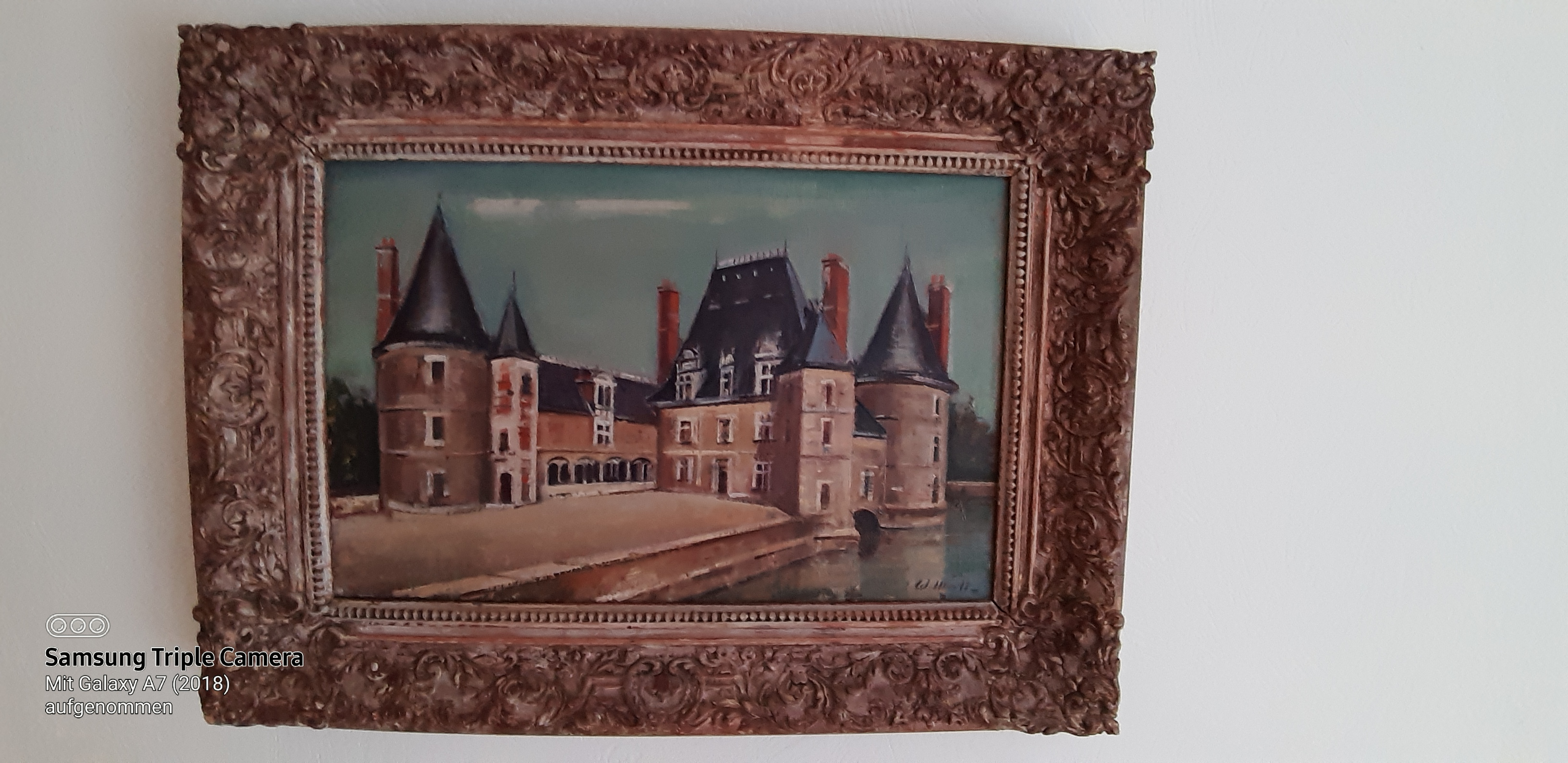
Wasserschloss in Frankreich
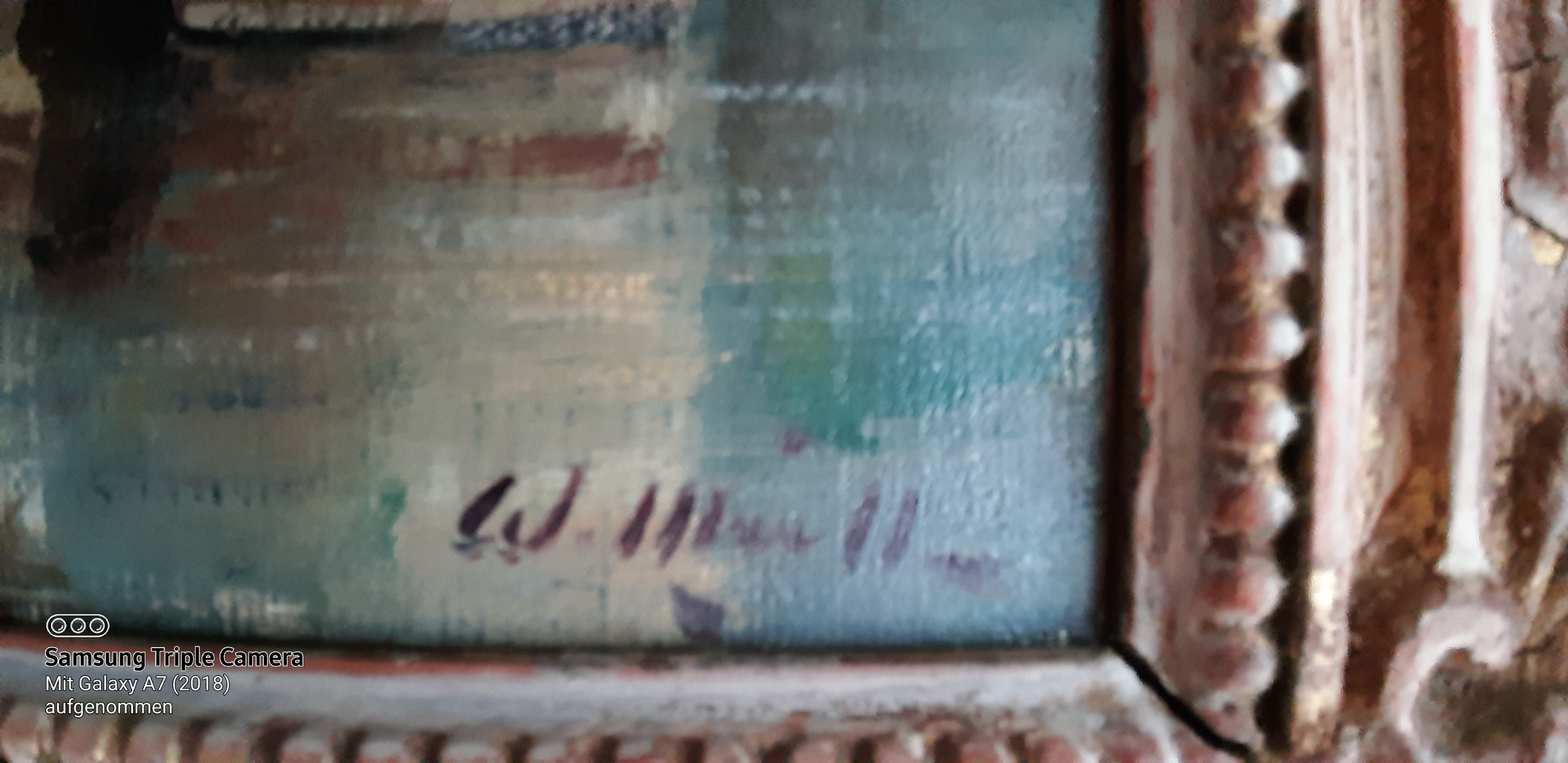
Signatur von Walter Emil Müller
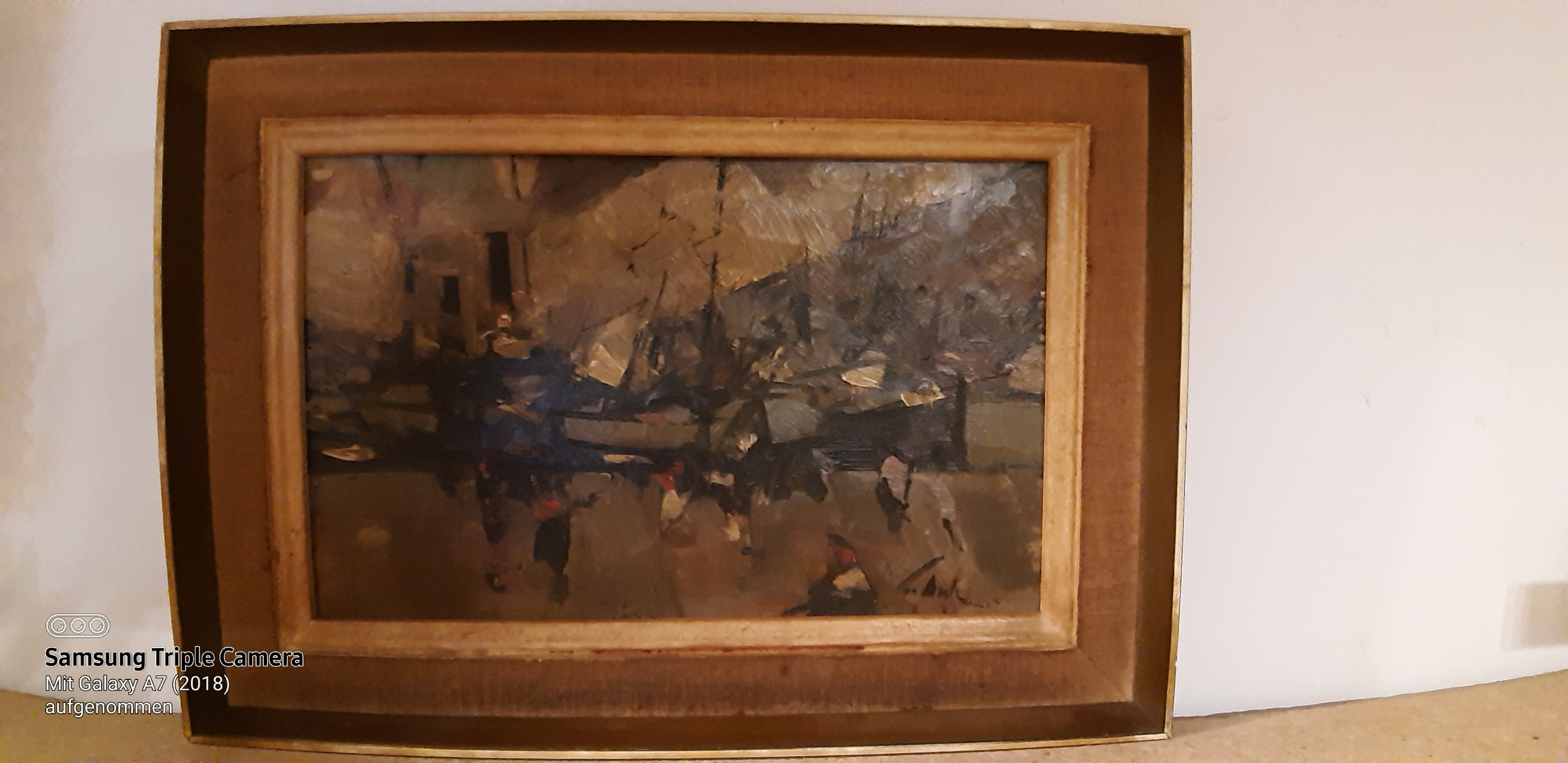
Schiffe im Hafen